# شرار حيدر
شرار حيدر محمد الحديثي (15 آب 1971 - 22 أيلول/سبتمبر 2023) خريج قسم الإعلام في كلية الآداب ولاعب كرة قدم سابق للمنتخب العراقي، لعب لنادي الرشيد العراقي، ولعب في خط الدفاع وكان يتميز بالصلابة الجسمانية ودقة مراقبة الخصم.
هرب من العراق وسافر إلى الجزائر حيث انضم إلى نادي شباب باتنة رفقة زميله سعد قيس.
عاد إلى العراق سنة 2003 بعد غزو العراق، وعمل من أجل إعادة بناء الرياضة العراقية، ثم غادر العراق وعاد إلى لندن بعد أن فشلت مساعيهِ في تصحيح أوضاع الكرة العراقية.

## مناصبه
- شغل منصب رئيس الهيئة الإدارية لنادي الكرخ الرياضي.
- عمل رئيس تحرير الصفحة الرياضية في صحيفة الزمان الصادرة في لندن.
- انتخب عضوا في اتحاد الكرة العراقي ليشغل منصب نائب الرئيس الأول لاتحاد الكرة.[5][6]

## عودته إلى لندن
أعلن شرار حيدر مغادرة العراق من غير رجعة والاستقرار في لندن، التي كان يعيش فيها قبل غزو العراق عام 2003م، احتجاجاً على الاوضاع المتردية التي وصلت اليها لعبة كرة القدم العراقية وأحوال اتحاد كرة القدم، لاسيما بعد أن فشلت مساعيهِ في تصحيح أوضاع الكرة العراقية التي شابتها الفوضى والتخبط.

## وفاته
توفى يوم الجمعة 22 أيلول 2023 في مستشفى بمدينة إسطنبول بعد معاناة طويلة من المرض ومعاناته جراء إصابتهِ بجلطة دماغية.